# روان‌شناسی مهندسی
روان‌شناسی مهندسی که آن را گاه، مهندسان عوامل انسانی نیز می‌خوانند. در پی بهبود ارتباط افراد با وسایل مکانیکی است. برای نمونه آن‌ها برای بهبود تعامل انسان و ماشین می‌کوشند ماشین‌هایی طراحی کنند که بخش‌های مختلف کار با آن‌ها در بهترین محل قرار گرفته باشد تا به این ترتیب عملکرد، امنیت و راحتی بهتری از آن‌ها حاصل شود.
انجمن روانشناسی آمریکا، روانشناسی مهندسی و عوامل انسانی را اینگونه تعریف می کند: روانشناسی مهندسی، تعامل انسان، ماشین و تکنولوژی را بررسی می کند.مفهوم روانشناسی مهندسی چیست، اولین بار در زمان جنگ جهانی اول مطرح شد.تصور کنید افرادی که در این رشته کار می کنند، می توانند به بهبود کیفیت و کارایی محصولات کمک کنند روانشناسی مهندسی با تمرکز بر اصول روانشناسی شناختی،  روانشناسی صنعتی و سازمانی و همچنین دانش فنی،  برای ارتقا محصولات و تعامل هر چه بیش تر انسان و تکنولوژی تلاش می کند.
روانشناسی مهندسی، برخلاف روانشناسی بالینی، بر تشخیص و درمان افراد با مشکلات روانی تمرکز نمی کندروانشناسی مهندسی، تعامل انسان، ماشین و تکنولوژی را بررسی می کند.